# Distretto di Manu
Il distretto di Manu è uno dei quattro distretti della provincia di Manu, in Perù. Si trova nella regione di Madre de Dios e si estende su una superficie di 8.166,65 chilometri quadrati.
Istituito il 26 dicembre 1912, ha per capitale la città di Salvación.